# 石韜 (三國)
石韜（？—？），字廣元，潁川人，仕魏，官拜典農校尉、郡守。

## 生平
初平年間，石韜與徐庶一同來到荊州，在荊州時與諸葛亮和龐統相交甚篤。後來諸葛亮伐魏時獲悉徐庶任御史中丞，石韜任郡守時，不由感慨道：“魏殊多士邪，何彼二人不見用乎”，爲徐、石二人仕途不暢而鳴不平。